# 圣西尔 (芒什省)
圣西尔（法語：Saint-Cyr，法語發音：[sɛ̃ siʁ]）是法国芒什省的一个市镇，属于瑟堡区。

## 地理
圣西尔（49°29'17"N, 1°25'10"W）面积5.7 平方千米，位于法国诺曼底大区芒什省，该省份为法国西北部沿海省份，西、北、东北三面环大西洋，东起顺时针与卡爾瓦多斯省、奧恩省、马耶讷省和伊勒-维莱讷省接壤。
与圣西尔接壤的市镇（或旧市镇、城区）包括：于贝尔维尔、埃鲁德维尔、勒阿姆、埃默韦、蒙特堡、圣日耳曼-德图尔讷比、索尔托斯维尔。

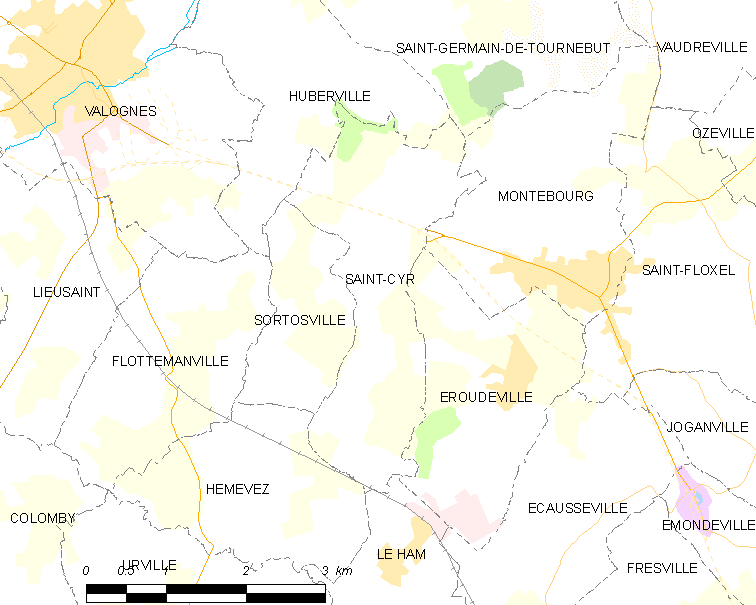
的OSM定位图

圣西尔的时区为UTC+01:00、UTC+02:00（夏令时）。

## 行政
圣西尔的邮政编码为50310，INSEE市镇编码为50461。

## 政治
圣西尔所属的省级选区为瓦洛涅县。

## 人口

1962-2008年间人口变化图示

圣西尔于2022年1月1日时的人口数量为211人。